# 斗米駅

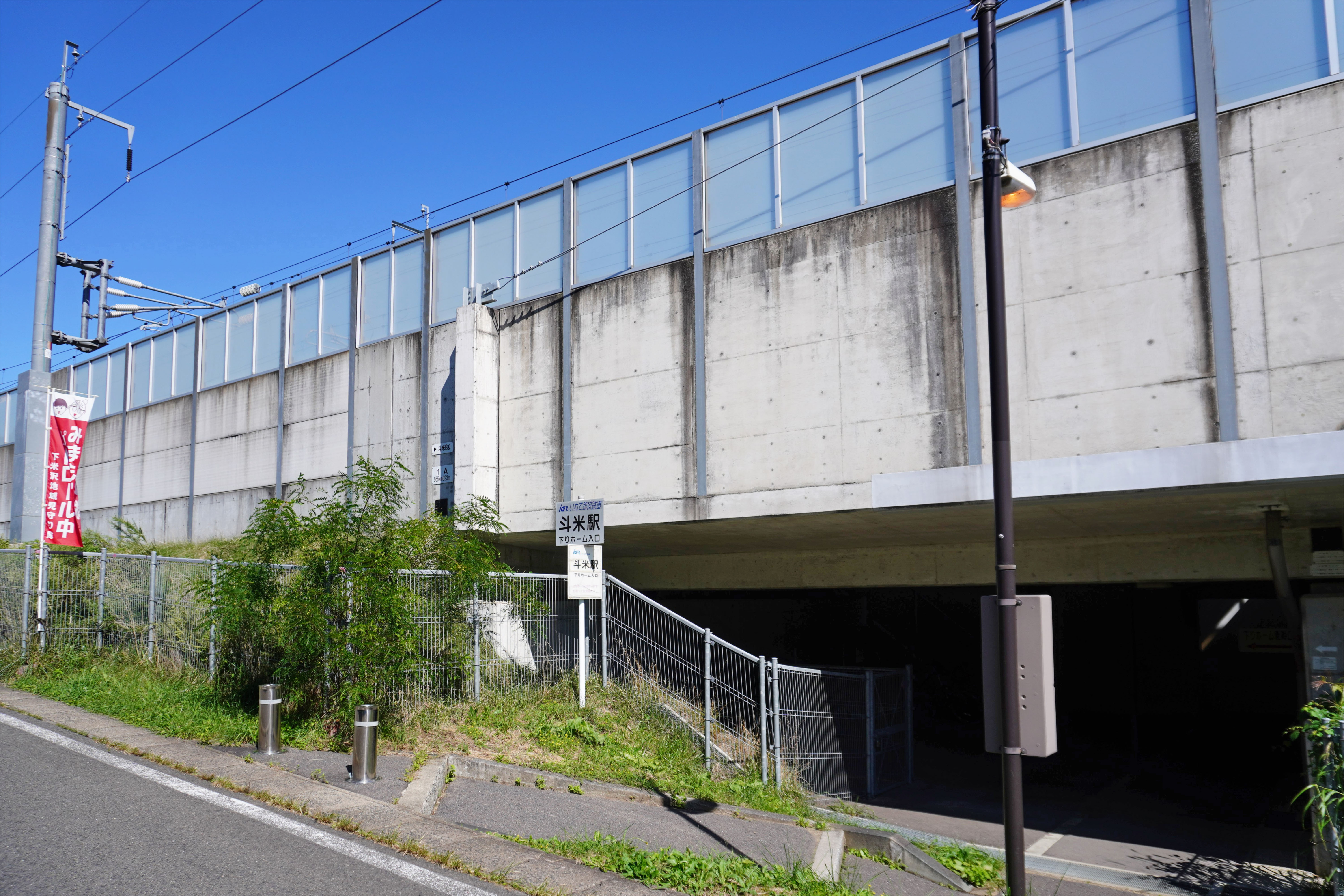
下り線外観（2023年9月）

斗米駅（とまいえき）は、岩手県二戸市米沢（まいさわ）字沢内にある、IGRいわて銀河鉄道いわて銀河鉄道線の駅である。

## 歴史
- 1962年（昭和37年）12月10日：国鉄の斗米信号場として開設[2]。
- 1966年（昭和41年）10月1日：旅客扱い開始（信号場から駅に昇格）[1]。駅員無配置駅[3]。
- 1987年（昭和62年）4月1日：国鉄分割民営化に伴い、東日本旅客鉄道（JR東日本）の駅となる[2]。
- 2002年（平成14年）12月1日：東北新幹線八戸延伸に伴い、JR東日本から分離されたIGRいわて銀河鉄道へ移管[4]。

## 駅構造
相対式ホーム2面2線を持つ地上駅。
二戸駅管理の無人駅。西口乗り場入口に駐輪場がある。　
トイレは上りホームの階段を下りた所に、汲み取り式のものが設置されている。ただし、便器のみで、手洗い場は設置されていない。

### のりば
| 番線 | 路線              | 方向 | 行先     |
| ---- | ----------------- | ---- | -------- |
| 1    | ■いわて銀河鉄道線 | 上り | 盛岡方面 |
| 2    | ■いわて銀河鉄道線 | 下り | 八戸方面 |

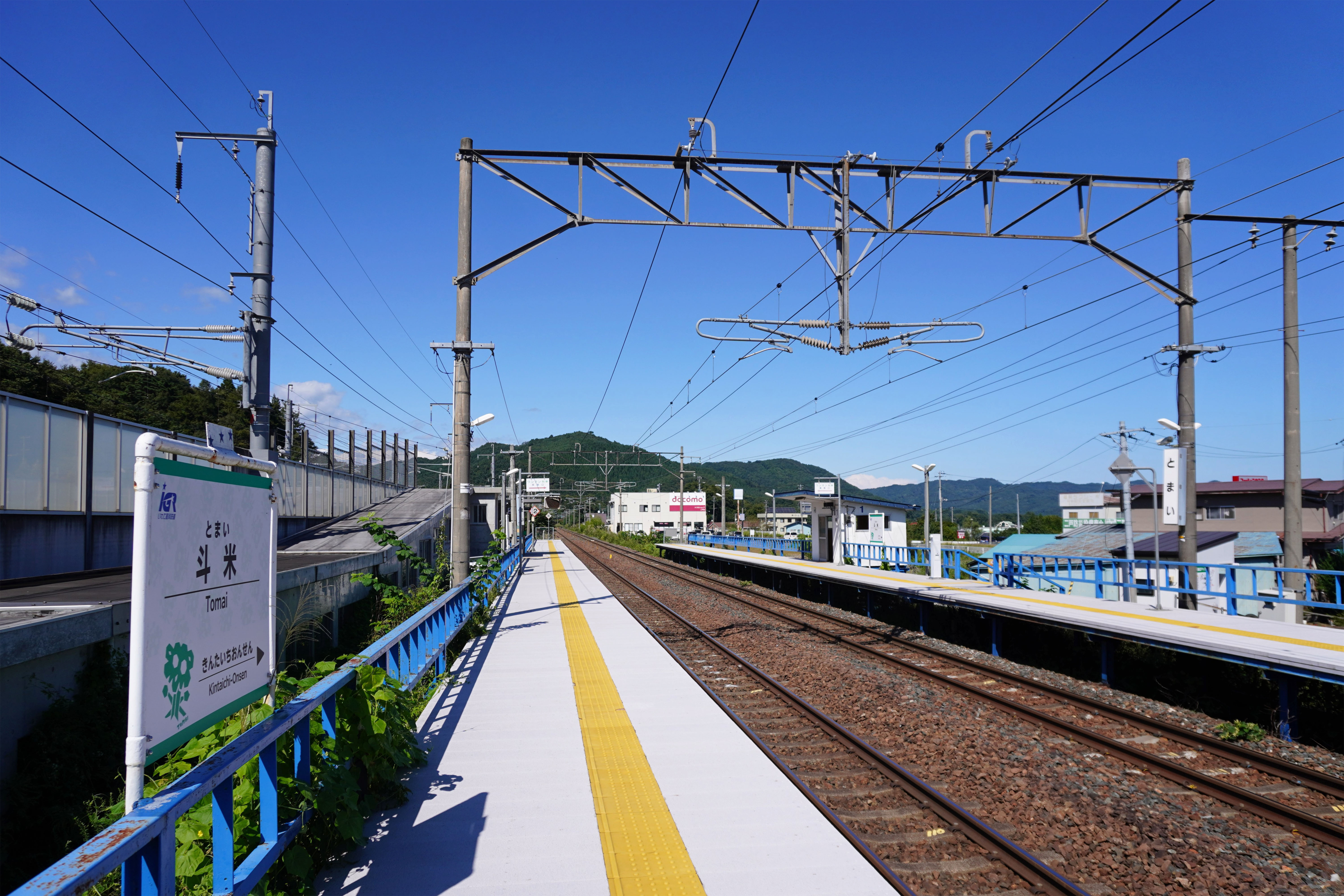
ホーム（2023年9月）

## 利用状況
IGRいわて銀河鉄道によると、2024年度（令和6年度）の1日平均乗降人員は164人である。
2002年度（平成14年度）以降の推移は以下のとおりである。
| 1日平均乗降人員推移     | 1日平均乗降人員推移 | 1日平均乗降人員推移 | 1日平均乗降人員推移 | 1日平均乗降人員推移 | 1日平均乗降人員推移 | 1日平均乗降人員推移 |
| 年度                    | 定期                | 定期                | 定期                | 定期外              | 合計                | 出典                |
| 年度                    | 通勤                | 通学                | 合計                | 定期外              | 合計                | 出典                |
| ----------------------- | ------------------- | ------------------- | ------------------- | ------------------- | ------------------- | ------------------- |
| 2002年（平成14年）(IGR) | 19                  | 66                  | 85                  | 47                  | 132                 | [ IGR 2 ]           |
| 2003年（平成15年）      | 16                  | 75                  | 91                  | 51                  | 142                 | [ IGR 3 ]           |
| 2004年（平成16年）      | 16                  | 76                  | 92                  | 54                  | 146                 | [ IGR 4 ]           |
| 2005年（平成17年）      | 13                  | 86                  | 99                  | 57                  | 156                 | [ IGR 5 ]           |
| 2006年（平成18年）      | 20                  | 99                  | 119                 | 50                  | 169                 | [ IGR 6 ]           |
| 2007年（平成19年）      | 24                  | 119                 | 143                 | 49                  | 192                 | [ IGR 7 ]           |
| 2008年（平成20年）      | 27                  | 108                 | 135                 | 50                  | 185                 | [ IGR 8 ]           |
| 2009年（平成21年）      | 25                  | 94                  | 119                 | 53                  | 172                 | [ IGR 9 ]           |
| 2010年（平成22年）      | 22                  | 88                  | 110                 | 49                  | 159                 | [ IGR 10 ]          |
| 2011年（平成23年）      | 18                  | 77                  | 95                  | 43                  | 138                 | [ IGR 11 ]          |
| 2012年（平成24年）      | 16                  | 77                  | 93                  | 42                  | 135                 | [ IGR 12 ]          |
| 2013年（平成25年）      | 20                  | 87                  | 107                 | 39                  | 146                 | [ IGR 13 ]          |
| 2014年（平成26年）      | 14                  | 97                  | 111                 | 38                  | 149                 | [ IGR 14 ]          |
| 2015年（平成27年）      | 16                  | 88                  | 104                 | 39                  | 143                 | [ IGR 15 ]          |
| 2016年（平成28年）      | 18                  | 99                  | 117                 | 41                  | 158                 | [ IGR 16 ]          |
| 2017年（平成29年）      | 17                  | 113                 | 130                 | 35                  | 165                 | [ IGR 17 ]          |
| 2018年（平成30年）      | 18                  | 96                  | 114                 | 37                  | 151                 | [ IGR 18 ]          |
| 2019年（令和元年）      | 18                  | 82                  | 100                 | 36                  | 136                 | [ IGR 19 ]          |
| 2020年（令和02年）      | 15                  | 95                  | 110                 | 30                  | 140                 | [ IGR 20 ]          |
| 2021年（令和03年）      | 17                  | 91                  | 108                 | 33                  | 141                 | [ IGR 21 ]          |
| 2022年（令和04年）      | 22                  | 112                 | 134                 | 33                  | 167                 | [ IGR 22 ]          |
| 2023年（令和05年）      | 25                  | 113                 | 138                 | 37                  | 176                 | [ IGR 23 ]          |
| 2024年（令和06年）      | 29                  | 100                 | 129                 | 35                  | 164                 | [ IGR 1 ]           |

## 駅周辺
- 岩手県道・青森県道32号二戸田子線
- 国道4号（二戸バイパス）
- 二戸消防署
- 二戸地域職業訓練センター
- 二戸市歴史民俗資料館
- 二戸ショッピングセンター「ニコア」
- 二戸市立中央小学校
- ファッションセンターしまむら二戸店
- 太郎稲荷神社
- 立正佼成会二戸支部
- 霊友会第四支部二戸講堂
- 馬淵川
  - 天神橋（岩手県道264号二戸軽米線）
- 二戸市バス「斗米駅前」停留所

## 隣の駅
IGRいわて銀河鉄道
■いわて銀河鉄道線
二戸駅 - 斗米駅 - 金田一温泉駅

### 記事本文
1. 1 2  「日本国有鉄道告示第554号」『官報』1966年9月10日
2. 1 2  石野哲 編『停車場変遷大事典 国鉄・JR編 Ⅱ』（初版）JTB、1998年10月1日、415頁。ISBN 978-4-533-02980-6。
3. ↑  「通報 ●新駅の設置について（営業管理室）」『鉄道公報』日本国有鉄道総裁室文書課、1966年9月10日、10-11面。
4. ↑  「JR年表」『JR気動車客車編成表 '03年版』ジェー・アール・アール、2003年7月1日、186頁。ISBN 4-88283-124-4。
5. 1 2  “斗米駅”.   IGRいわて銀河鉄道. 2021年4月11日閲覧。

### 利用状況
1. 1 2  「2024年度 駅別乗降人員（1日平均） (PDF)」IGRいわて銀河鉄道。2025年7月5日閲覧。
2. ↑  「平成14年度 駅別乗降人員（一日平均） (PDF)」IGRいわて銀河鉄道。2025年7月5日閲覧。
3. ↑  「平成15年度 駅別乗降人員（一日平均） (PDF)」IGRいわて銀河鉄道。2025年7月5日閲覧。
4. ↑  「平成16年度 駅別乗降人員（一日平均） (PDF)」IGRいわて銀河鉄道。2025年7月5日閲覧。
5. ↑  「平成17年度 駅別乗降人員（1日平均） (PDF)」IGRいわて銀河鉄道。2025年7月5日閲覧。
6. ↑  「平成18年度 駅別乗降人員（1日平均） (PDF)」IGRいわて銀河鉄道。2025年7月5日閲覧。
7. ↑  「平成19年度 駅別乗降人員（1日平均） (PDF)」IGRいわて銀河鉄道。2025年7月5日閲覧。
8. ↑  「平成20年度駅別乗降人員（1日平均） (PDF)」IGRいわて銀河鉄道。2025年7月5日閲覧。
9. ↑  「平成21年度駅別乗降人員（1日平均） (PDF)」IGRいわて銀河鉄道。2025年7月5日閲覧。
10. ↑  「平成22年度 駅別乗降人員（1日平均） (PDF)」IGRいわて銀河鉄道。2025年7月5日閲覧。
11. ↑  「平成23年度 駅別乗降人員（1日平均） (PDF)」IGRいわて銀河鉄道。2025年7月5日閲覧。
12. ↑  「平成24年度 駅別乗降人員（1日平均） (PDF)」IGRいわて銀河鉄道。2025年7月5日閲覧。
13. ↑  「平成25年度 駅別乗降人員（1日平均） (PDF)」IGRいわて銀河鉄道。2025年7月5日閲覧。
14. ↑  「平成26年度 駅別乗降人員（1日平均） (PDF)」IGRいわて銀河鉄道。2025年7月5日閲覧。
15. ↑  「平成27年度 駅別乗降人員（1日平均） (PDF)」IGRいわて銀河鉄道。2025年7月5日閲覧。
16. ↑  「平成28年度 駅別乗降人員（1日平均） (PDF)」IGRいわて銀河鉄道。2025年7月5日閲覧。
17. ↑  「平成29年度 駅別乗降人員（1日平均） (PDF)」IGRいわて銀河鉄道。2025年7月5日閲覧。
18. ↑  「平成30年度駅別乗降人員（1日平均） (PDF)」IGRいわて銀河鉄道。2025年7月5日閲覧。
19. ↑  「令和元年度駅別乗降人員（1日平均） (PDF)」IGRいわて銀河鉄道。2025年7月5日閲覧。
20. ↑  「2020年度 駅別乗降人員（1日平均） (PDF)」IGRいわて銀河鉄道。2025年7月5日閲覧。
21. ↑  「2021年度 駅別乗降人員（1日平均） (PDF)」IGRいわて銀河鉄道。2025年7月5日閲覧。
22. ↑  「2022年度 駅別乗降人員（1日平均） (PDF)」IGRいわて銀河鉄道。2025年7月5日閲覧。
23. ↑  「2023年度 駅別乗降人員（1日平均） (PDF)」IGRいわて銀河鉄道。2025年7月5日閲覧。